# WWE 슈퍼스타즈
슈퍼스타즈(Superstars)는 WWE의 프로그램이다. 1980년대부터 1990년대 중반까지 슈퍼스타즈 오브 레슬링이라는 이름으로 방영되었다가 2009년 4월에 부활하였다. 러가 시작되기 전에 사전 녹화되며 2014년 2월 27일부터 WWE 네트워크를 통해 방영되고 있다. 2016년 7월 19일 다시 시행되는 로스터 스플릿 이후부터는 RAW의 2진 프로그램으로 개편되어 방영되다가 2016년 11월 25일 방송을 끝으로 다시 폐지된다.

## 해설자
| 해설자                          | 날짜                                                                                  |
| ------------------------------- | ------------------------------------------------------------------------------------- |
| 러                              |                                                                                       |
| 마이클 콜 & 제리 롤러           | 2009년 4월 16일 ~ 2010년 10월 28일                                                    |
| 스캇 스탠포드 & 제리 롤러       | 2010년 10월 7일 2010년 10월 28일 ~ 2010년 11월 11일 2010년 11월 25일 2010년 12월 23일 |
| 마이클 콜 & 조쉬 매튜스         | 2010년 11월 11일                                                                      |
| 스캇 스탠포드 & CM 펑크         | 2010년 11월 18일 2010년 12월 2일 ~ 2010년 12월 16일                                   |
| 스캇 스탠포드 & 조쉬 매튜스     | 2010년 12월 30일 ~ 2012년 10월 25일                                                   |
| 조쉬 매튜스 & 매트 스트라이커   | 2011년 11월 10일                                                                      |
| 스캇 스탠포드 & 매트 스트라이커 | 2012년 3월 29일 2012년 4월 26일 ~ 2012년 5월 3일                                      |
| 스맥다운                        |                                                                                       |
| 토드 그리셤 & 짐 로스           | 2009년 4월 16일 ~ 2009년 10월 29일                                                    |
| 토드 그리셤 & 매트 스트라이커   | 2009년 11월 5일 ~ 2010년 12월 2일                                                     |
| 잭 코펠라 & 매트 스트라이커     | 2010년 12월 9일 ~ 2011년 5월 26일 2011년 6월 9일 ~ 2011년 11월 3일                    |
| 잭 코펠라 & 부커 T              | 2011년 6월 2일                                                                        |
| 조쉬 매튜스 & 매트 스트라이커   | 2011년 11월 10일 ~ 2012년 10월 25일                                                   |
| 마이클 콜 & 매트 스트라이커     | 2012년 4월 26일                                                                       |
| ECW                             |                                                                                       |
| 조쉬 매튜스 & 매트 스트라이커   | 2009년 4월 16일 ~ 2009년 10월 22일                                                    |
| 조쉬 매튜스 & 바이런 색스턴     | 2009년 10월 27일 ~ 2010년 2월 11일                                                    |
| 공통                            |                                                                                       |
| 스캇 스탠포드 & 매트 스트라이커 | 2012년 8월 23일 2012년 11월 2일 ~ 2013년 1월 11일                                     |
| 토니 도슨 & 매트 스트라이커     | 2013년 1월 18일 ~ 2013년 6월 21일                                                     |
| 토니 도슨 & 알렉스 라일리       | 2013년 6월 28일 ~ 2013년 9월 20일                                                     |
| 조쉬 매튜스 & 톰 필립스         | 2013년 9월 27일                                                                       |
| 조쉬 매튜스 & 알렉스 라일리     | 2013년 11월 15일                                                                      |
| 톰 필립스 & 알렉스 라일리       | 2013년 10월 4일 ~ 2014년 1월 24일                                                     |
| 톰 필립스 & 바이런 색스턴       | 2014년 1월 31일 ~ 2014년 6월 26일                                                     |
| 톰 필립스 & 르네 영             | 2014년 7월 3일 ~ 2016년 11월 25일                                                     |

## 링 아나운서
| 링 아나운서     | 날짜                                |
| --------------- | ----------------------------------- |
| 러              |                                     |
| 릴리안 가르시아 | 2009년 4월 16일 ~ 2009년 9월 24일   |
| 저스틴 로버츠   | 2009년 10월 1일 ~ 2011년 5월 5일    |
| 스맥다운        |                                     |
| 저스틴 로버츠   | 2009년 4월 16일 ~ 2009년 9월 24일   |
| 토니 치멜       | 2009년 10월 1일 ~ 2011년 5월 5일    |
| 사바나          | 2010년 5월 6일 ~ 2010년 6월 17일    |
| 제이미 키이스   | 2010년 8월 12일 ~ 2010년 8월 30일   |
| ECW             |                                     |
| 토니 치멜       | 2009년 4월 30일 ~ 2009년 9월 24일   |
| 로렌 메이휴     | 2009년 10월 8일 ~ 2009년 11월 19일  |
| 사바나          | 2009년 12월 17일 ~ 2010년 2월 11일  |
| 공통            |                                     |
| 애슐리 발렌스   | 2010년 11월 25일 ~ 2010년 12월 9일  |
| 저스틴 로버츠   | 2011년 3월 10일                     |
| 에덴 스틸레스   | 2011년 5월 12일 ~ 2011년 12월 22일  |
| 토니 치멜       | 2012년 11월 2일 ~ 2014년            |
| 저스틴 로버츠   | 2014년                              |
| 릴리안 가르시아 | 2014년 10월 23일 ~ 2016년 11월 25일 |

## 같이 보기
- WWE의 폐지된 텔레비전 프로그램 목록